# Rolf Carls
Rolf Hans Wilhelm Karl Carls (ur. 29 maja 1885 w Rostocku, zm. 24 kwietnia 1945 w Bad Oldesloe) – niemiecki wojskowy, generał admirał. Flottenchef, dowódca Kriegsmarine na Bałtyku i wpływowy członek OKM. Weteran I i II wojny światowej oraz wojny domowej w Hiszpanii.